# Dostojka titania
Dostojka titania (Boloria titania) – motyl dzienny z rodziny rusałkowatych.

## Wygląd
Rozpiętość skrzydeł od 40 do 43 mm, dymorfizm płciowy niewielki. Wierzch skrzydeł rudy z rysunkiem w postaci ciemnych plamek i kresek. Przy nasadzie skrzydła tworzą wzór, przypominający złamaną obwódkę. Spód rudy z rysunkiem skrzydła przedniego takim samym, jak z wierzchu, natomiast tył jest brązowo-biały z czarnymi plamkami. Gąsienice szaro-brunatne lub czarno-brunatne z słabo zaznaczonym deseniem, głowa czarna. Oszczecinione wyrostki jasno-brązowe. Poczwarka natomiast posiada duży, żółto-szary garb, na którym występują nieregularne, ciemne plamki. Na grzbiecie występują dwa rzędy żółtych kropek.

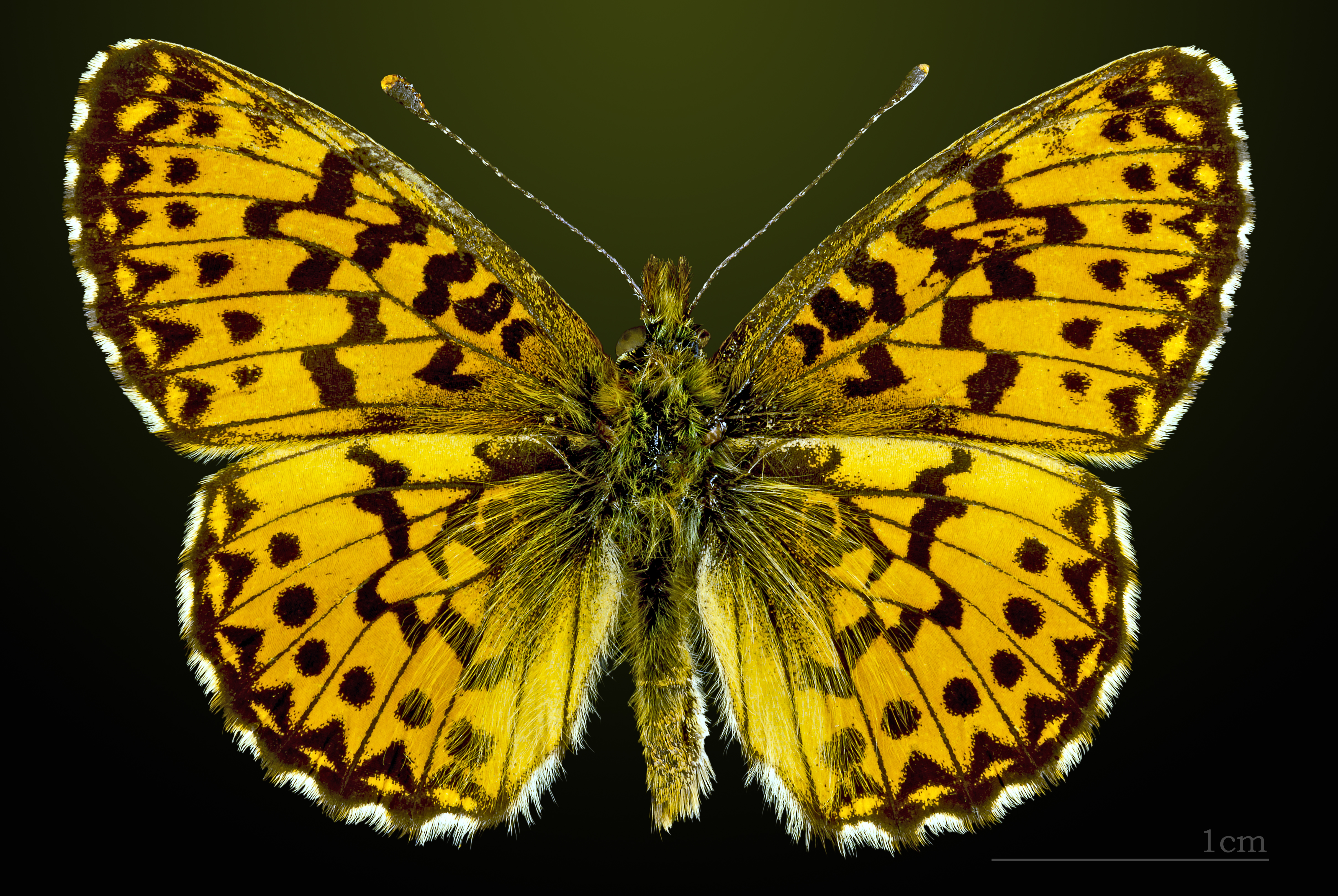
Wierzch
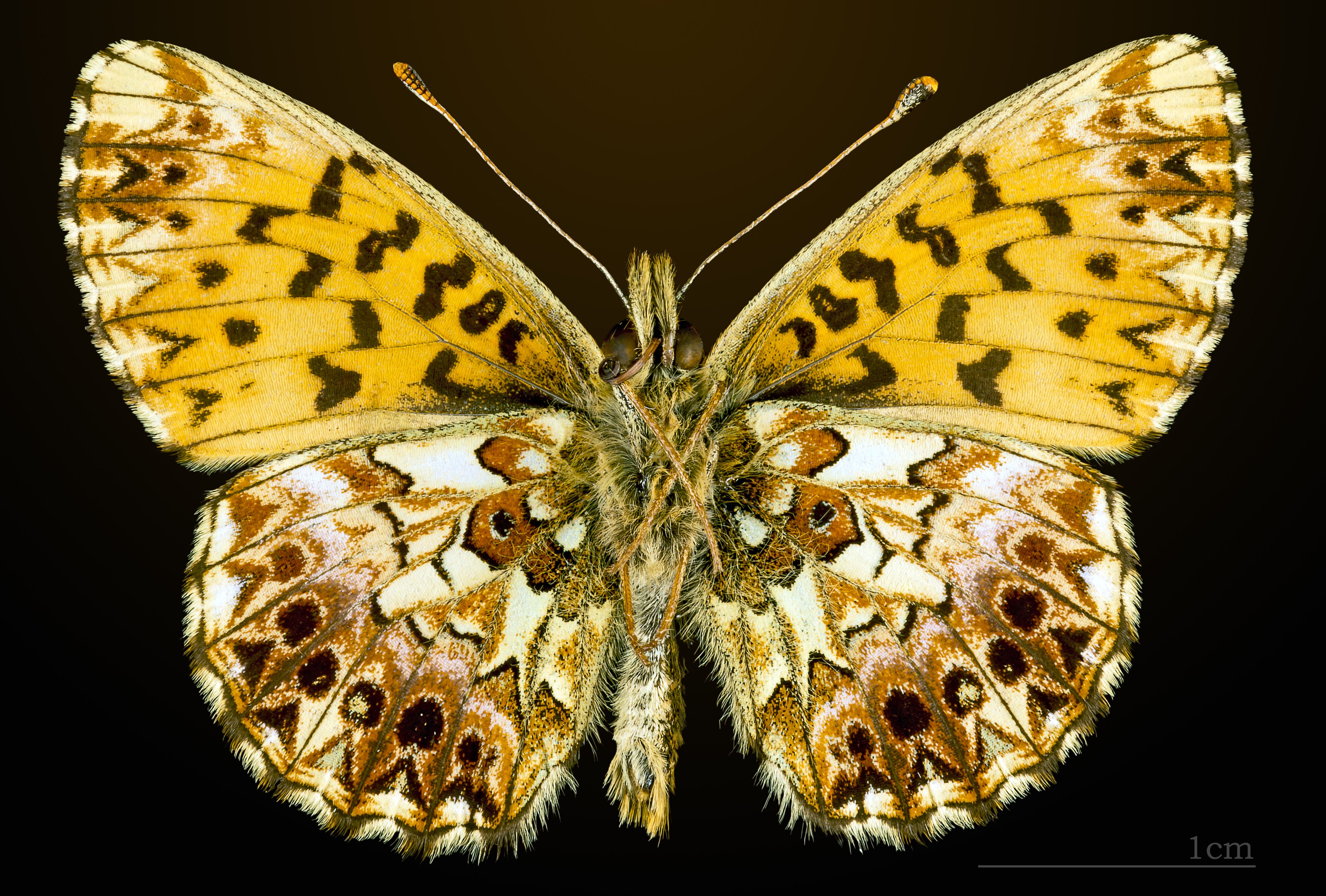
Spód

## Siedlisko
Wilgotne łąki leśne i polany w lasach zarówno liściastych, jak i mieszanych, skraje lasów i torfowisk.

## Biologia i rozwój
Jajo jest białawe z czerwonym odcieniem, o kształcie stożkowatym, które na wierzchołku jest równo ścięte. Chorion posiada podłużne, perełkowate żeberkowanie. Pojawia się tylko w jednym pokoleniu w okresie od 2 dekady czerwca do 3 dekady lipca. Gąsiennica tego gatunku żyje na rdeście wężowniku, natomiast jaja składane są od spodu liści. Zimuje tylko gąsiennica w pierwszym stadium wzrostowym w suchych i zwiniętych liściach. Przepoczwarzają się na łodygach lub liściach, niekoniecznie rośliny pokarmowej.

## Rozmieszczenie geograficzne
Gatunek holarktyczny, borealno-górski. W Polsce występował jedynie w Puszczy Białowieskiej, ostatni raz stwierdzony został w 1939 roku. Najbliższe Polski stanowiska tego gatunku znajdują się na Łotwie i w Alpach.

## Status i ochrona
W Polsce uznana za gatunek wymarły (EX), natomiast przez IUCN uznawana za gatunek najmniejszej troski (LC, ang. Least Concern). Niestety, w Polsce restytucja na chwilę obecną jest niemożliwa, ze względu na brak wiedzy na temat bionomii tego motyla.